# Monastère des dominicains de Loutsk
Le  monastère dominicain de Loutsk (en ukrainien : Домініканський монастир) est un  monastère ukrainien situé dans l'oblast de Volhynie au cœur de la vieille ville de Loutsk en Ukraine occidentale.

## Historique
Le monastère est créé après le concile de Trente et est classé,,. Il a développé sa bibliothèque et est devenu un centre d'enseignement pour la ville puis la région. Le monastère a été fermé en 1850 par l'expulsion des moines.

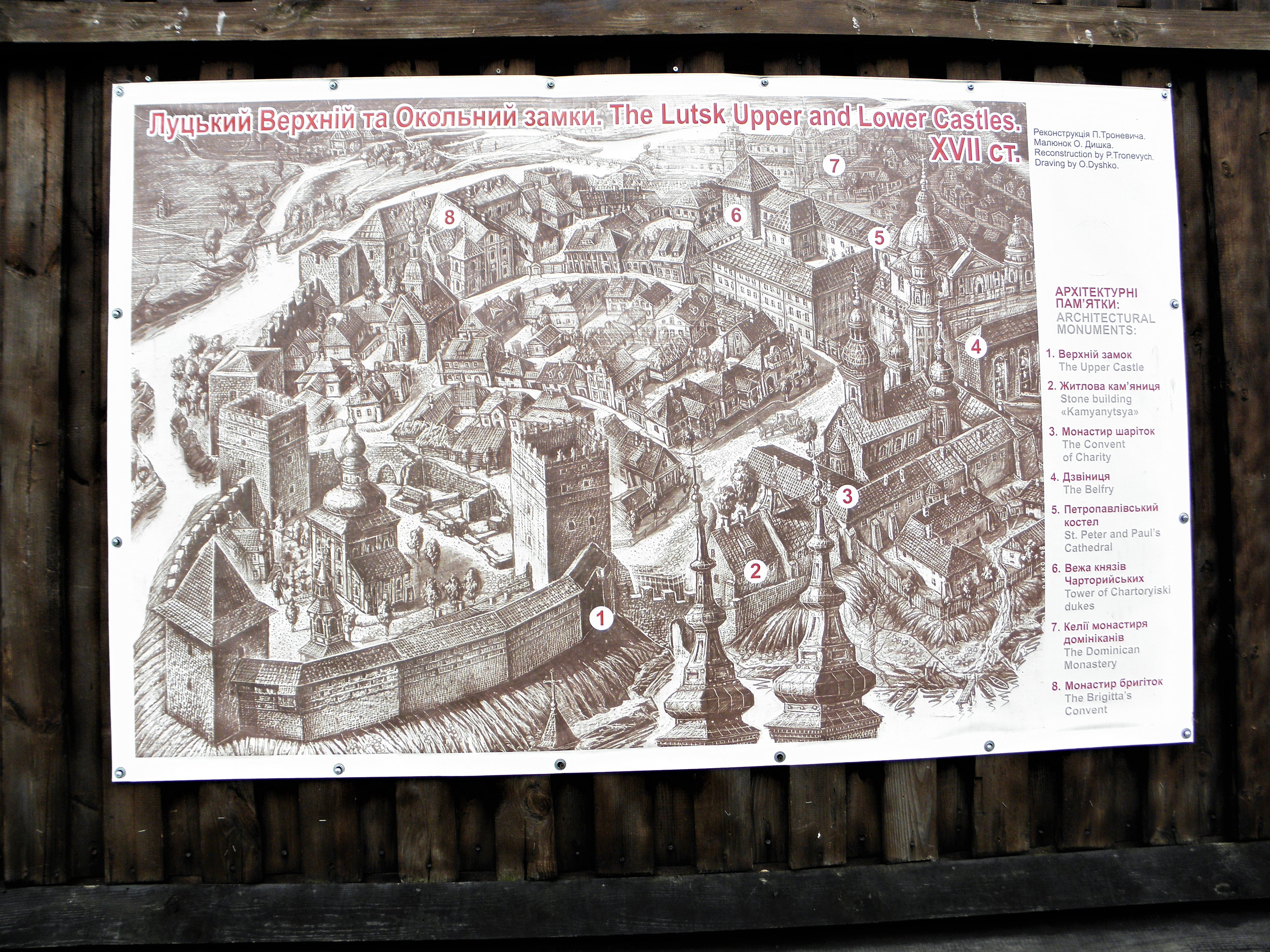
Au XVIIe siècle, la vieille ville et en 7 le monastère.
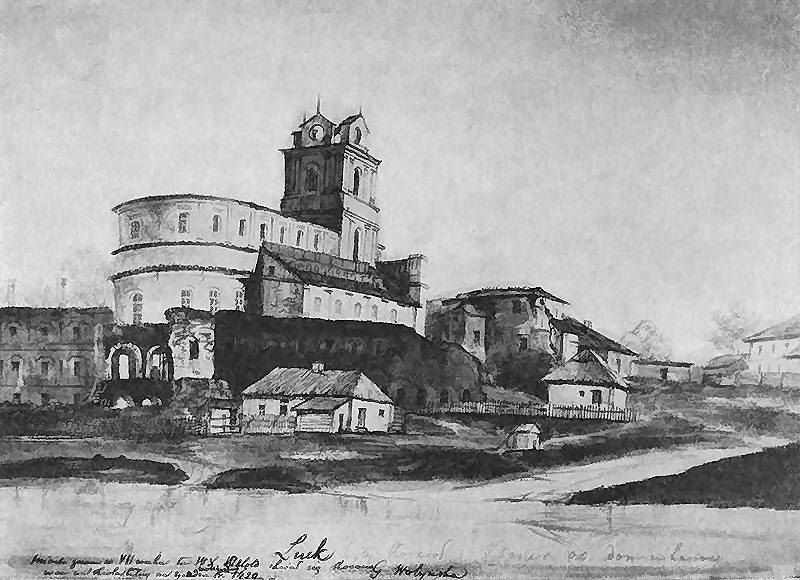
Par un dessin de Napoleon Orda,
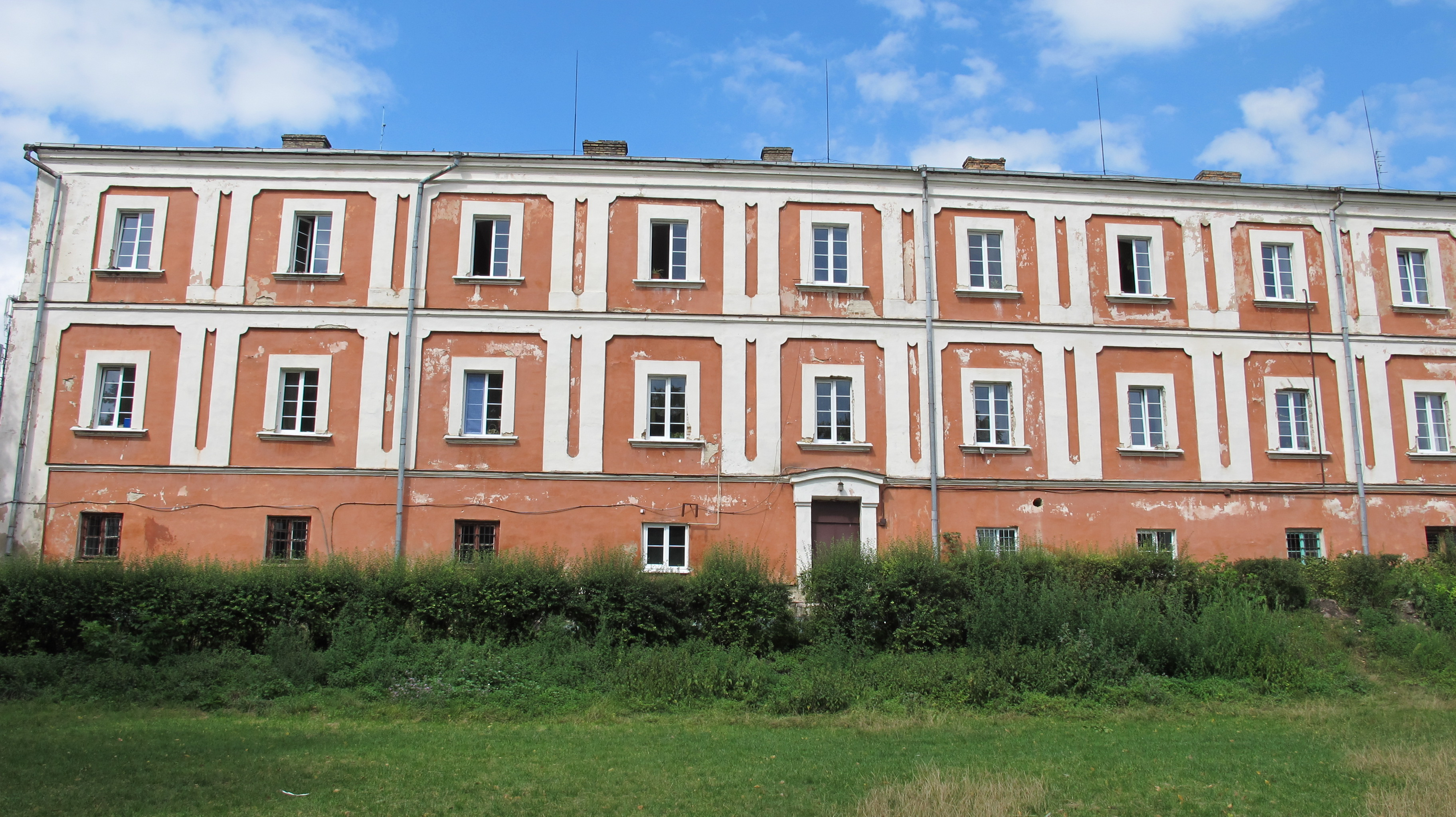
cellules monastiques,
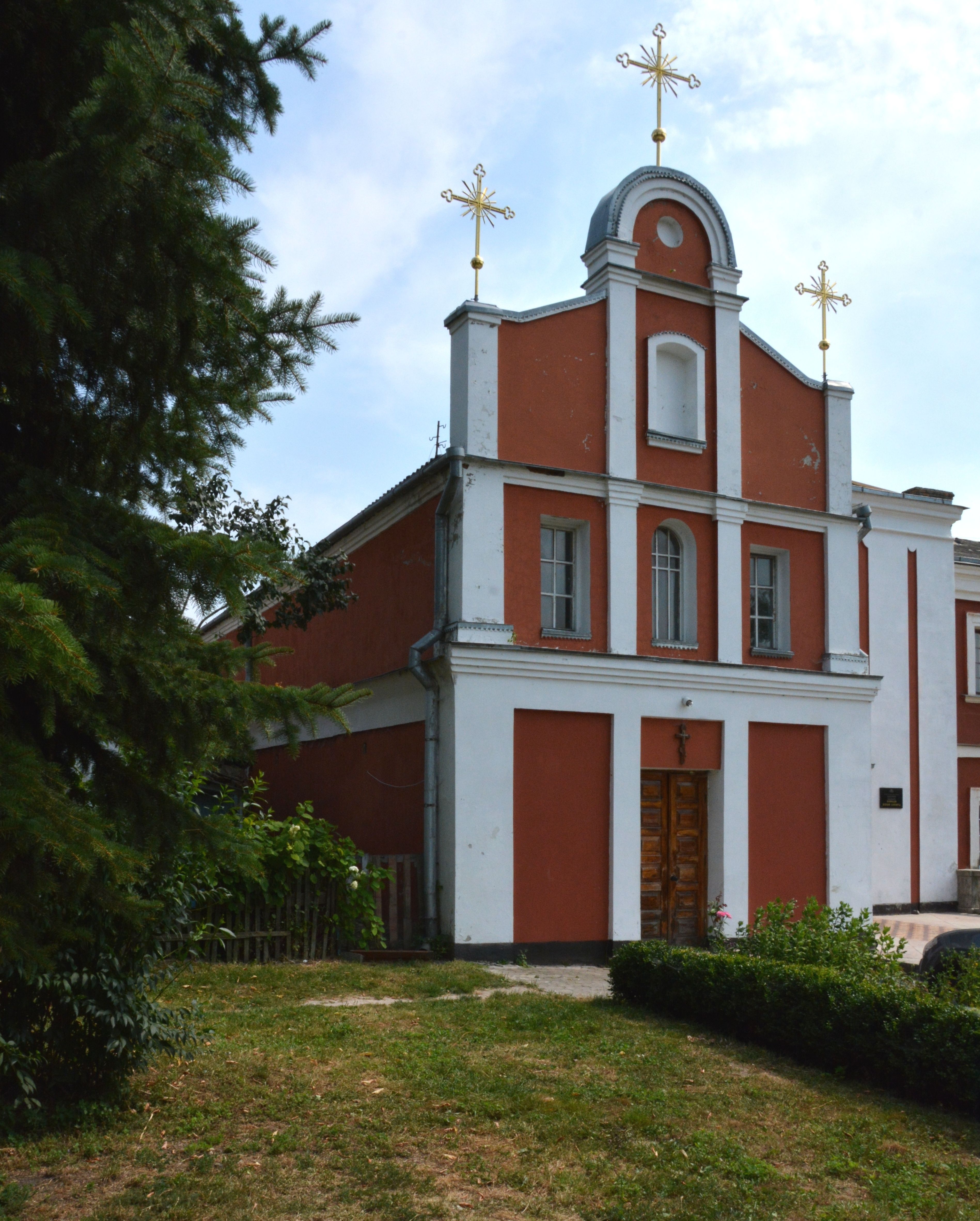
l'église.

Il accueille actuellement un séminaire de l'Église orthodoxe ukrainienne (patriarcat de Moscou).